# Haematopota decora
Haematopota decora är en tvåvingeart som beskrevs av Walker 1856. Haematopota decora ingår i släktet Haematopota och familjen bromsar. Inga underarter finns listade i Catalogue of Life.